# Agnete Brittasius
Agnete Brittasius (født 27. maj 1935) i Horsens ved Langholt i Nordjylland, er en dansk autodidakt kunstner, som hovedsageligt beskæftiger sig med skulpturer.
Brittasius debuterede på Den Frie i 1967 på anbefaling af professor og kunstner Svend Wiig Hansen. Siden er det blevet til adskillige udstillinger i ind- og udland.
I 2006 begyndte Brittasius på en større opgave i Hjallese Kirke ved Odense, som blandt andet omfattede tre skulpturer, som symboliserer jul, påske og pinse og en trefløjet relief visende trosbekendelsen.

## Kunstværker
Ved/ i:
- Bangsbo Museum, Frederikshavn.
- Bangsbostrand Kirke, Frederikshavn.
- Bundgaards Museum, Thingbæk Kalkminer.
- Dorf Kirke, Dronninglund.
- Grenen Kunstmuseum, Skagen.
- Haraldslundcentret, Aalborg.
- Hjørring Kunstmuseum.
- Horsens Kirke.
- Hærens Kampskole, Oksbøl.
- Kirsten Kjærs Museum, Frøstrup.
- Liselund, Vodskov.
- Nordsømuseet, Hirtshals.
- Purhus Rådhus.
- Sognegården, Dronninglund.
- Vejgård Kapel
- Kongehuset.

## Legater og priser
- 1991, Prix Special de Jury, Nice, Frankrig
- 1992 –1993, Coupe de la Ville de Vallauris, Frankrig
- 1998, La Fontaine de Arts, Frankrig.
- 2000, Anna E. Munchs Legat, Danmark.
- 2001, Juastra, Litauisk orden.
- 2001, Nordjysk Kunstnerlegat, Aalborg.

## Ekstern henvisning
- Agnete Brittasius, biografi